# Parigi-Roubaix 1957
La Parigi-Roubaix 1957, cinquantacinquesima edizione della corsa, fu disputata il 7 aprile 1957, per un percorso totale di 263 km. Fu vinta dal belga Alfred De Bruyne, giunto al traguardo con il tempo di 7h15'19" alla media di 43,657 km/h davanti ai connazionali Rik Van Steenbergen e Léon Van Daele.
I ciclisti che tagliarono il traguardo a Roubaix furono 101.

## Ordine d'arrivo (Top 10)
| Pos. | Corridore           | Squadra       | Tempo    |
| ---- | ------------------- | ------------- | -------- |
| 1    | Alfred De Bruyne    | Carpano-Coppi | 7h15'19" |
| 2    | Rik Van Steenbergen | Peugeot-BP    | a 1'11"  |
| 3    | Léon Van Daele      | Faema-Guerra  | s.t.     |
| 4    | André Darrigade     | Helyett-Potin | s.t.     |
| 5    | Maurice Mollin      | Libertas      | s.t.     |
| 6    | Raymond Impanis     | Peugeot-BP    | s.t.     |
| 7    | Serge Blusson       | Essor-Leroux  | s.t.     |
| 8    | Norbert Kerckhove   | Faema-Guerra  | s.t.     |
| 9    | Joseph Groussard    | Essor-Leroux  | s.t.     |
| 10   | Jacques Dupont      | Saint-Raphaël | s.t.     |